# Campionato mondiale di calcio a 5 maschile 1988
Il terzo Campionato del mondo di futsal, disputato dal 20 ottobre al 30 ottobre 1988 in Australia, fu la terza ed ultima edizione di un torneo per squadre nazionali di futsal organizzato dalla FIFUSA, organismo che amministrava tale sport in ambito mondiale. 
Ai nastri di partenza della manifestazione si presentarono sedici formazioni divise in quattro gironi da quattro squadre, nella seconda fase due gironi da quattro squadre determinarono le quattro semifinaliste ed il torneo proseguì ad eliminazione diretta, disputato interamente a Melbourne.
Il torneo è un singolare esempio di imprevedibilità di questa disciplina sportiva: il Brasile imbattuto e dalla media terrificante di più di 7 reti a gara contro le sole sei subite in tutto il torneo sino alla finale, fu sconfitto a sorpresa dai paraguaiani, già battuti dai verdeoro nel girone di seconda fase. Nella finale del 30 ottobre il Paraguay vinse 2-1 interrompendo il dominio brasiliano che tra mondiali, tornei sudamericani e panamericani, durava ininterrottamente dal 1969, anno in cui i verdeoro si erano imposti nel secondo Campionato Sudamericano di Calcio a 5 proprio in Paraguay ad Asuncion
Il mondiale vide la partecipazione di quattro formazioni sudamericane, due nordamericane, sette formazioni europee, due dell'Oceania ed il Giappone a rappresentare l'Asia. Nonostante un predominio numerico, l'Europa continuò a giocare la parte di spalla alle formazioni sudamericane: la penisola iberica, con Spagna e Portogallo fu la protagonista della finalina per il 3° e 4 ° posto, ma in generale le quattro formazioni sudamericane giunsero tutte nelle prime sette posizioni, mentre fu chiara una certa mediocrità delle selezioni nazionali allestite da Italia (32 gol subiti, 7 fatti), Inghilterra (19 subiti, 7 fatti) e Ungheria (35 subiti, 8 fatti).

## Girone A
|           | Risult. |          | Città e data         |
| --------- | ------- | -------- | -------------------- |
| Australia | 12 - 0  | Italia   | Melbourne 20 ottobre |
| Australia | 1 - 6   | Uruguay  | Melbourne 22 ottobre |
| Italia    | 6 - 5   | Ungheria | Melbourne 22 ottobre |
| Australia | 16 - 0  | Ungheria | Melbourne 23 ottobre |
| Uruguay   | 15 - 2  | Italia   | Melbourne 23 ottobre |
| Uruguay   | 13 - 3  | Ungheria | Melbourne 24 ottobre |

| Classifica finale | Pt | G | V | N | P | GF | GS | DR  |
| ----------------- | -- | - | - | - | - | -- | -- | --- |
| Uruguay           | 6  | 3 | 3 | 0 | 0 | 34 | 6  | +28 |
| Australia         | 4  | 3 | 2 | 0 | 1 | 29 | 6  | +23 |
| Italia            | 2  | 3 | 1 | 0 | 2 | 8  | 32 | -24 |
| Ungheria          | 0  | 3 | 0 | 0 | 3 | 8  | 35 | -27 |

## Girone B
|            | Risult. |             | Città e data         |
| ---------- | ------- | ----------- | -------------------- |
| Paraguay   | 11 - 1  | Canada      | Melbourne 22 ottobre |
| Portogallo | 8 - 1   | Inghilterra | Melbourne 22 ottobre |
| Paraguay   | 8 - 3   | Inghilterra | Melbourne 23 ottobre |
| Portogallo | 7 - 2   | Canada      | Melbourne 23 ottobre |
| Paraguay   | 2 - 1   | Portogallo  | Melbourne 24 ottobre |
| Canada     | 3 - 3   | Inghilterra | Melbourne 24 ottobre |

| Classifica finale | Pt | G | V | N | P | GF | GS | DR  |
| ----------------- | -- | - | - | - | - | -- | -- | --- |
| Paraguay          | 6  | 3 | 3 | 0 | 0 | 21 | 5  | +16 |
| Portogallo        | 4  | 3 | 2 | 0 | 1 | 16 | 5  | +11 |
| Inghilterra       | 1  | 3 | 0 | 1 | 2 | 7  | 19 | -12 |
| Canada            | 1  | 3 | 0 | 1 | 2 | 6  | 21 | -15 |

## Girone C
|            | Risult. |               | Città e data         |
| ---------- | ------- | ------------- | -------------------- |
| Spagna     | 19 - 2  | Nuova Zelanda | Melbourne 21 ottobre |
| Argentina  | 5 - 2   | Costa Rica    | Melbourne 21 ottobre |
| Spagna     | 7 - 3   | Costa Rica    | Melbourne 22 ottobre |
| Argentina  | 12 - 1  | Nuova Zelanda | Melbourne 22 ottobre |
| Argentina  | 3 - 3   | Spagna        | Melbourne 23 ottobre |
| Costa Rica | 9 - 2   | Nuova Zelanda | Melbourne 23 ottobre |

| Classifica finale | Pt | G | V | N | P | GF | GS | DR  |
| ----------------- | -- | - | - | - | - | -- | -- | --- |
| Spagna            | 5  | 3 | 2 | 1 | 0 | 29 | 8  | +21 |
| Argentina         | 5  | 3 | 2 | 1 | 0 | 20 | 6  | +14 |
| Costa Rica        | 2  | 3 | 1 | 0 | 2 | 14 | 14 | 0   |
| Nuova Zelanda     | 0  | 3 | 0 | 0 | 3 | 5  | 40 | -35 |

## Girone D
|          | Risult. |                | Città e data         |
| -------- | ------- | -------------- | -------------------- |
| Brasile  | 29 - 1  | Giappone       | Melbourne 21 ottobre |
| USA      | 2 - 5   | Cecoslovacchia | Melbourne 21 ottobre |
| Brasile  | 12 - 0  | USA            | Melbourne 22 ottobre |
| Giappone | 0 - 7   | Cecoslovacchia | Melbourne 22 ottobre |
| Brasile  | 11 - 1  | Cecoslovacchia | Melbourne 23 ottobre |
| Giappone | 0 - 2   | USA            | Melbourne 23 ottobre |

| Classifica finale | Pt | G | V | N | P | GF | GS | DR  |
| ----------------- | -- | - | - | - | - | -- | -- | --- |
| Brasile           | 6  | 3 | 3 | 0 | 0 | 52 | 2  | +50 |
| Cecoslovacchia    | 4  | 3 | 2 | 0 | 1 | 13 | 13 | 0   |
| USA               | 2  | 3 | 1 | 0 | 2 | 4  | 17 | -13 |
| Giappone          | 0  | 3 | 0 | 0 | 3 | 1  | 38 | -37 |

## Seconda Fase

### Girone 1
|            | Risult. |                | Città e data         |
| ---------- | ------- | -------------- | -------------------- |
| Spagna     | 5 - 1   | Cecoslovacchia | Melbourne 25 ottobre |
| Uruguay    | 3 - 3   | Portogallo     | Melbourne 25 ottobre |
| Spagna     | 1 - 1   | Portogallo     | Melbourne 26 ottobre |
| Uruguay    | 2 - 2   | Cecoslovacchia | Melbourne 26 ottobre |
| Uruguay    | 2 - 5   | Spagna         | Melbourne 27 ottobre |
| Portogallo | 4 - 2   | Cecoslovacchia | Melbourne 27 ottobre |

| Classifica finale | Pt | G | V | N | P | GF | GS | DR |
| ----------------- | -- | - | - | - | - | -- | -- | -- |
| Spagna            | 5  | 3 | 2 | 1 | 0 | 11 | 4  | +7 |
| Portogallo        | 4  | 2 | 1 | 2 | 0 | 8  | 6  | +2 |
| Uruguay           | 2  | 3 | 0 | 2 | 1 | 7  | 10 | 0  |
| Cecoslovacchia    | 1  | 3 | 0 | 1 | 2 | 5  | 10 | -5 |

### Girone 2
|           | Risult. |           | Città e data         |
| --------- | ------- | --------- | -------------------- |
| Australia | 1 - 9   | Paraguay  | Melbourne 25 ottobre |
| Brasile   | 10 - 2  | Argentina | Melbourne 25 ottobre |
| Paraguay  | 8 - 3   | Argentina | Melbourne 26 ottobre |
| Brasile   | 5 - 0   | Australia | Melbourne 26 ottobre |
| Australia | 7 - 3   | Argentina | Melbourne 27 ottobre |
| Brasile   | 2 - 1   | Paraguay  | Melbourne 27 ottobre |

| Classifica finale | Pt | G | V | N | P | GF | GS | DR  |
| ----------------- | -- | - | - | - | - | -- | -- | --- |
| Brasile           | 6  | 3 | 3 | 0 | 0 | 17 | 3  | +14 |
| Paraguay          | 4  | 3 | 2 | 0 | 1 | 17 | 6  | +11 |
| Australia         | 2  | 3 | 1 | 0 | 2 | 8  | 16 | -8  |
| Argentina         | 0  | 3 | 0 | 0 | 3 | 8  | 25 | -17 |

## Semifinali
|         | Risult. |            | Città e data         |
| ------- | ------- | ---------- | -------------------- |
| Spagna  | 2 - 4   | Paraguay   | Melbourne 29 ottobre |
| Brasile | 5 - 1   | Portogallo | Melbourne 29 ottobre |

## Finale 3º-4º posto
|        | Risult. |            | Città e data         |
| ------ | ------- | ---------- | -------------------- |
| Spagna | 5 - 1   | Portogallo | Melbourne 30 ottobre |

## Finale
|                                                         | Risult. |                                                   | Città e data         |
| ------------------------------------------------------- | ------- | ------------------------------------------------- | -------------------- |
| Paraguay Salinas, Miguel, Carossini, Hugo e José Carlos | 2 - 1   | Brasile Pança, Mauro, Gera, Ortiz e Paulo Eduardo | Melbourne 30 ottobre |